# Rallye Monte Carlo 1999

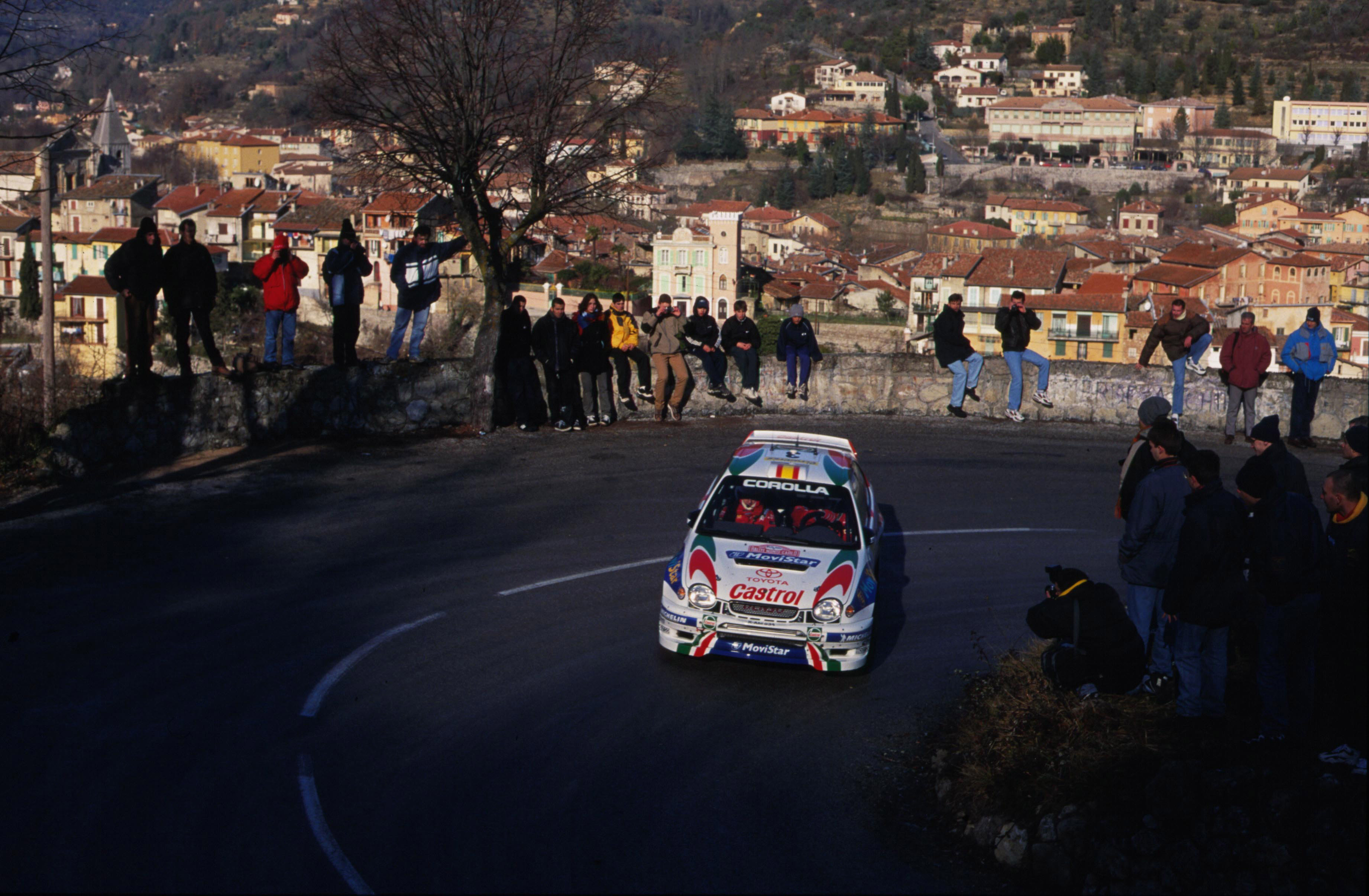
Der Toyota Corolla WRC bei der Rallye Monte Carlo 1999

Die 67. Rallye Monte Carlo war der 1. Lauf zur Rallye-Weltmeisterschaft 1999. Sie fand vom 18. bis zum 20. Januar in der Region von Monaco statt.

## Klassifikationen

### Endergebnis
| Rang | Fahrer            | Co-Pilot            | Auto                        | Zeit (Std./Min./Sek.) | Rückstand Sieger (Min./Sek.) Rückstand V (Min./Sek.) |
| ---- | ----------------- | ------------------- | --------------------------- | --------------------- | ---------------------------------------------------- |
| 1    | Tommi Mäkinen     | Risto Mannisenmäki  | Mitsubishi Lancer Evo VI    | 5:16:50.6             | 00:00.0                                              |
| 2    | Juha Kankkunen    | Juha Repo           | Subaru Impreza S5 WRC       | 5:18:35.3             | 01:44.7                                              |
| 3    | Didier Auriol     | Denis Giraudet      | Toyota Corolla WRC          | 5:20:43.4             | 03:52.8 02:08.1                                      |
| 4    | François Delecour | Dominique Savignoni | Ford Escort WRC             | 5:20:51.8             | 04:01.2 00:08.4                                      |
| 5    | Bruno Thiry       | Stéphane Prévot     | Subaru Impreza S5 WRC       | 5:20:53.1             | 04:02.5 00:01.3                                      |
| 6    | Piero Liatti      | Carlo Cassina       | Seat Cordoba WRC            | 5:23:48.7             | 06:58.1 02:55.6                                      |
| 7    | Harri Rovanperä   | Risto Pietiläinen   | Seat Cordoba WRC            | 5:23:52.9             | 07:02.3 00:04.2                                      |
| 8    | Richard Burns     | Robert Reid         | Subaru Impreza S5 WRC       | 5:26:15.2             | 09:24.6 02:22.3                                      |
| 9    | Henrik Lundgaard  | Freddy Pedersen     | Toyota Corolla WRC          | 5:30:56.8             | 14:06.2 04:41.6                                      |
| 10   | Marc Duez         | Philippe Dupuy      | Mitsubishi Carisma GT Evo V | 5:43:31.2             | 26:40.6 12:34.4                                      |

Insgesamt wurden 46 von 86 gemeldeten Fahrzeuge klassiert:

### Wertungsprüfungen
| Tag            | WP                     | Name                     | Länge    | Start MESZ      | Gewinner           | Co-Pilot                 | Auto                     | Zeit          | Leader         |
| Tag 1 18. Jan. |                        |                          |          |                 |                    |                          |                          |               |                |
| -------------- | ---------------------- | ------------------------ | -------- | --------------- | ------------------ | ------------------------ | ------------------------ | ------------- | -------------- |
| Tag 1 18. Jan. | WP1                    | Plan de Vitrolles – Faye | 48,28 km | 08:30           | Tommi Mäkinen      | Risto Mannisenmäki       | Mitsubishi Lancer Evo IV | 34:36.4       | Tommi Mäkinen  |
| Tag 1 18. Jan. | WP2                    | L´Epine – Rosans         | 31,15 km | 10:41           | Bruno Thiry        | Stéphane Prévot          | Subaru Impreza S5 WRC    | 19:59.6       | Tommi Mäkinen  |
| Tag 1 18. Jan. | WP3                    | Ruissas – Eygalayes      | 27,56 km | 13:16           | Gilles Panizzi     | Hervé Panizzi            | Subaru Impreza S5 WRC    | 18:50.3       | Tommi Mäkinen  |
| Tag 1 18. Jan. | WP4                    | Prunières – Embrun       | 33,82 km | 16:18           | Colin McRae        | Nicky Grist              | Ford Focus RS WRC        | 13:00.7       | Gilles Panizzi |
| Tag 1 18. Jan. | WP5                    | St. Clément – St. Saveur | 20,35 km | 17:20           | Colin McRae        | Nicky Grist              | Ford Focus RS WRC        | 13:58.0       | Gilles Panizzi |
| Tag 2 19. Jan. |                        |                          |          |                 |                    |                          |                          |               | Gilles Panizzi |
| WP6            | Bayons                 | 32,25 km                 | 08:21    | Gilles Panizzi  | Hervé Panizzi      | Subaru Impreza S5 WRC    | 24:13.1                  |               | Gilles Panizzi |
| WP7            | Sisteron – Thoard      | 36,72 km                 | 11:05    | Tommi Mäkinen   | Risto Mannisenmäki | Mitsubishi Lancer Evo VI | 25:43.4                  |               | Gilles Panizzi |
| WP8            | Entrevaux – St. Pierre | 30,73 km                 | 14:26    | Juha Kankkunen  | Juha Repo          | Subaru Impreza S5 WRC    | 23:58.4                  | Tommi Mäkinen |                |
| WP9            | Sospel – La Bollène 1  | 33,65 km                 | 17:46    | Tommi Mäkinen   | Risto Mannisenmäki | Mitsubishi Lancer Evo VI | 27:20.1                  | Tommi Mäkinen |                |
| WP10           | Lantosque – Lucéram 1  | 20,87 km                 | 18:37    | Colin McRae     | Nicky Grist        | Ford Focus RS WRC        | 15:22.7                  | Tommi Mäkinen |                |
| Tag 3 20. Jan. |                        |                          |          |                 |                    |                          |                          | Tommi Mäkinen |                |
| WP11           | Sospel – La Bollène 2  | 33,65 km                 | 08:20    | Didier Auriol   | Denis Giraudet     | Toyota Corolla WRC       | 28:06.2                  | Tommi Mäkinen |                |
| WP12           | Lantosque – Lucéram 2  | 20,87 km                 | 09:11    | Colin McRae     | Nicky Grist        | Ford Focus RS WRC        | 15:43.2                  | Tommi Mäkinen |                |
| WP13           | Sospel – La Bollène 3  | 33,65 km                 | 11:23    | Harri Rovanperä | Risto Pietiläinen  | Seat Cordoba WRC         | 26:53.4                  | Tommi Mäkinen |                |
| WP14           | Lantosque – Lucéram 3  | 20,87 km                 | 12:14    | Didier Auriol   | Denis Giraudet     | Toyota Corolla WRC       | 15:19.0                  | Tommi Mäkinen |                |

### Gewinner Wertungsprüfungen
| WP           | Anzahl | Fahrer          | Auto                     |
| ------------ | ------ | --------------- | ------------------------ |
| 4, 5, 10, 12 | 4      | Colin McRae     | Ford Focus RS WRC        |
| 1, 7, 9,     | 3      | Tommi Mäkinen   | Mitsubishi Lancer Evo VI |
| 3, 6         | 2      | Gilles Panizzi  | Subaru Impreza S5 WRC    |
| 11, 14       | 2      | Didier Auriol   | Toyota Corolla WRC       |
| 2            | 1      | Bruno Thiry     | Subaru Impreza S5 WRC    |
| 8            | 1      | Juha Kankkunen  | Subaru Impreza S5 WRC    |
| 13           | 1      | Harri Rovanperä | Seat Cordoba WRC         |

### Fahrer-Weltmeisterschaft
| Pos. | Fahrer            | Punkte |
| ---- | ----------------- | ------ |
| 1    | Tommi Mäkinen     | 10     |
| 2    | Juha Kankkunen    | 6      |
| 3    | Didier Auriol     | 4      |
| 4    | François Delecour | 3      |
| 5    | Bruno Thiry       | 2      |

### Herstellerwertung
| Pos. | Team       | Punkte |
| ---- | ---------- | ------ |
| 1    | Mitsubishi | 10     |
| 2    | Subaru     | 7      |
| 3    | Seat       | 5      |
| 4    | Toyota     | 4      |